# Liste des résolutions du Conseil de sécurité des Nations unies adoptées en 1975
Les résolutions du Conseil de sécurité des Nations unies sont les décisions qui sont votées par le Conseil de sécurité des Nations unies.
Une telle résolution est acceptée si au moins neuf des quinze membres (depuis le 17 décembre 1963, 11 membres avant cette date) votent en sa faveur et si aucun des membres permanents qui sont la Chine, les États-Unis, la France, le Royaume-Uni et l'Union soviétique (la Russie depuis 1991) n'émet de vote contre (qui est désigné couramment comme un veto).

## Résolutions 367 à 384
- Résolution 367 : Chypre (adoptée le 12 mars 1975).
- Résolution 368 : Égypte-Israël (adoptée le 17 avril 1975).
- Résolution 369 : Israël-République arabe syrienne (adoptée le 28 mai 1975).
- Résolution 370 : Chypre (adoptée le 13 juin 1975).
- Résolution 371 : Égypte-Israël (adoptée le 24 juillet 1975).
- Résolution 372 : nouveau membre : Cap-Vert (adoptée le 18 août 1975 lors de la 1838e séance).
- Résolution 373 : nouveau membre : Sao Tomé-et-Principe (adoptée le 18 août 1975 lors de la 1838e séance).
- Résolution 374 : nouveau membre : Mozambique (adoptée le 18 août 1975 lors de la 1838e séance).
- Résolution 375 : nouveau membre : Papouasie-Nouvelle-Guinée (adoptée le 22 septembre 1975 lors de la 1841e séance).
- Résolution 376 : nouveau membre : Comores (adoptée le 17 octobre 1975 lors de la 1848e séance).
- Résolution 377 : Sahara occidental (adoptée le 22 octobre 1975).
- Résolution 378 : Égypte-Israël (adoptée le 23 octobre 1975).
- Résolution 379 : Sahara occidental (adoptée le 2 novembre 1975).
- Résolution 380 : Sahara occidental (adoptée le 6 novembre 1975).
- Résolution 381 : Israël-République arabe syrienne (adoptée le 30 novembre 1975).
- Résolution 382 : nouveau membre : Suriname (adoptée le 1er décembre 1975 lors de la 1858e séance).
- Résolution 383 : Chypre (adoptée le 13 décembre 1975).
- Résolution 384 : Timor oriental (adoptée le 22 décembre 1975).